# Branchinecta papillosa
Branchinecta papillosa är en kräftdjursart som beskrevs av Birabén 1946. Branchinecta papillosa ingår i släktet Branchinecta och familjen Branchinectidae. Inga underarter finns listade.